# Elecciones provinciales de Catamarca de 1923
Las elecciones provinciales de Catamarca de 1923 tuvieron lugar el domingo 5 de agosto del mencionado año, con el objetivo de renovar la Gobernación para el período 1924-1928.

## Resultados
| Fórmula         | Fórmula                  | Partido         | Partido                          | Votos  | %     | Electores |
| Gobernador      | Vicegobernador           | Partido         | Partido                          | Votos  | %     | Electores |
| --------------- | ------------------------ | --------------- | -------------------------------- | ------ | ----- | --------- |
| Agustín Madueño | Carlos A. de la Vega     |                 | Unión Cívica Radical Opositora   | 7.367  | 57,22 | 23/29     |
| Adolfo Walther  | Segundo Guzmán Rodríguez |                 | Unión Cívica Radical Oficialista | 5.508  | 42,78 | 6/29      |
| Votos positivos | Votos positivos          | Votos positivos | Votos positivos                  | 12.875 | 98,86 |           |
| Votos en blanco | Votos en blanco          | Votos en blanco | Votos en blanco                  | 149    | 1,14  |           |
| Total de votos  | Total de votos           | Total de votos  | Total de votos                   | 13.024 | 100   |           |
| Fuente:         |                          |                 |                                  |        |       |           |

### Resultados por departamentos
| Departamento  | Madueño (UCR Opositora) | Madueño (UCR Opositora) | Walther (UCR Oficialista) | Walther (UCR Oficialista) | Blanco | Blanco |
| Departamento  | Votos                   | %                       | Votos                     | %                         | Votos  | %      |
| ------------- | ----------------------- | ----------------------- | ------------------------- | ------------------------- | ------ | ------ |
| Ambato        | 238                     | 46,39                   | 275                       | 53,61                     | —      | —      |
| Ancasti       | 279                     | 52,05                   | 257                       | 47,95                     | 3      | 0,56   |
| Andalgalá     | 399                     | 55,26                   | 323                       | 44,74                     | 9      | 1,23   |
| Belén         | 942                     | 99,58                   | 4                         | 0,42                      | 13     | 1,36   |
| Capayán       | 387                     | 44,84                   | 476                       | 55,16                     | 10     | 1,15   |
| Capital       | 1.081                   | 60,32                   | 711                       | 39,68                     | 29     | 1,59   |
| El Alto       | 324                     | 42,19                   | 444                       | 57,81                     | 4      | 0,52   |
| La Paz        | 806                     | 55,32                   | 651                       | 44,68                     | 35     | 2,35   |
| Paclín        | 266                     | 45,55                   | 318                       | 54,45                     | 4      | 0,68   |
| Piedra Blanca | 338                     | 53,48                   | 294                       | 46,52                     | 6      | 0,94   |
| Pomán         | 357                     | 52,89                   | 318                       | 47,11                     | 7      | 1,03   |
| Santa María   | 373                     | 50,00                   | 373                       | 50,00                     | 7      | 0,93   |
| Santa Rosa    | 383                     | 51,83                   | 356                       | 48,17                     | 6      | 0,81   |
| Tinogasta     | 705                     | 63,17                   | 411                       | 36,83                     | 14     | 1,24   |
| Valle Viejo   | 489                     | 62,45                   | 294                       | 37,55                     | 2      | 0,25   |
| Total         | 7.367                   | 57,23                   | 5.505                     | 42,77                     | 149    | 1,14   |